# Душанбинская международная школа
Душанби́нская междунаро́дная шко́ла (англ. Dushanbe International School, тадж. Мактаби байналмилалии Душанбе) — старейшая школа Таджикистана, ориентированная на обучение детей проживающих в стране иностранцев по международным программам. Главный из трёх корпусов школы расположен на улице Бофанда в районе Шохмансур столицы республики — города Душанбе.

## История
Школа была основана осенью 1997 года как совместное предприятие Министерства иностранных дел Республики Таджикистан и образовательной корпорации Shelale. В 2004 году вошла в состав Совета международных школ (англ. Council of International Schools), в 2005 — в состав Европейского совета международных школ (англ. European Council of International Schools). В 2010 году успешно прошла сертификацию Кембриджа на соответствие международным программам образования, разработанным университетом. В январе 2017 года доля корпорации Shelale была передана Министерству иностранных дел Таджикистана, с тех пор школа находится исключительно в государственной собственности.
Сегодня при Душанбинской международной школе действуют детский сад, начальные и средние классы, многочисленные кружки и секции и летние лагеря. В школе преиущественно обучаются дети иностранных граждан, работающих в Таджикистае: дипломатов, сотрудников международных организаций, бизнесменов, учёных и других специалистов. В обучении используются английский и таджикский языки, в качестве обязательного предмета преподаётся русский язык. китайский, турецкий, немецкий и французский языки преподаются в качестве факультативных клубов.